# سوخت‌های فلزی
سوخت‌های فلزی (به Metal fuel) به سوخت‌هایی گفته می‌شود که با احتراق پودر فلزاتی مانند آلمینیوم یا بور انرژی مورد نیاز را تأمین می‌کنند. همچنین احتراق سوخت‌های فلزی با انرژی زیادی همراه است. این احتراق بر اساس نوع سوخت فلزی که یا فرار است یا غیرفرار، می‌تواند فرق داشته باشد. از ویژگی‌های سوخت فلزی، عدم تولید کربن‌دی‌اکسید و تولید اکسید فلز مربوط به جای آن است، از انرژی‌های پاک به حساب می‌آید.
از مزیت‌های سوخت‌های فلزی می‌توان به موارد زیر اشاره کرد:
- انتقال مناسب حرارت که منجر به کاهش ناپایداری احتراق می‌شود.[۳]
- دارای انرژی بالایی هستند.
- در فرایند احتراق کربن‌دی‌اکسید تولید نمی‌کنند و به همین دلیل می‌توانند جایگزین مناسبی برای سوخت‌های فسیلی باشند.[۴]

## انواع سوخت‌های فلزی

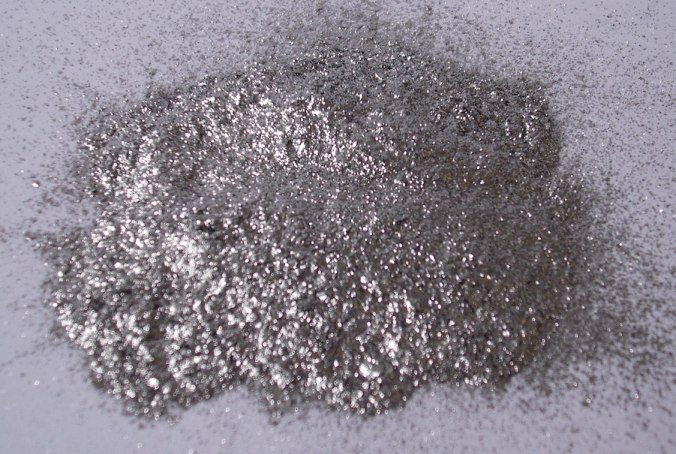
پودر آلمینیوم

سوخت‌های فلزی مورد استفاده باید دانسیته و انرژی بالایی داشته باشند، از این رو پودر فلزات برلیوم، لیتیم، منیزیم، بور، آلمینیوم، هیدرید آلمینیوم و هیدرید بور مورد توجه قرار گرفته و در صنایع مختلف مورد استفاده قرار می‌گیرند.
البته باید در نظر داشت که از مواد یادشده، استفاده از برلیوم به دلیل سمی و سرطان‌زا بودن، کم بودن دانسیتهٔ لیتیم و منیزیم و سختی تهیه هیدریدهای آلمینیوم و بور، قابلیت استفاده ندارند.
در جدول زیر ارزش حرارتی برخی فلزات بیان شده به نمایش درآمده است.
در بین موارد ذکر شده، پودر آلمینیوم برای سال‌های زیادی مورد توجه قرار گرفته و دلیل آن انرژی بسیار بالا نسبت به سایر فلزات، حرارت بالاتر هنگام احتراق و چگالی بیشتر که سبب افزایش تکانه ویژه می‌شود.
| آنتالپی احتراق/فلز | بور    | بریلیوم | آلمینیوم | تیتانیوم | وانادیوم | منیزیم | نیکل  |
| ------------------ | ------ | ------- | -------- | -------- | -------- | ------ | ----- |
| (kcal/g) وزنی      | ۱۴٫۱۲- | ۱۵٫۸۸-  | ۷٫۴۱-    | ۴٫۷۱-    | ۳٫۶۴-    | ۵٫۹۱-  | ۰٫۹۸- |
| (kcal/cc) حجمی     | ۳۳٫۱۹- | ۲۹٫۳۹-  | ۲۰٫۰۱-   | ۲۱٫۲۰-   | ۲۱٫۶۹-   | ۱۰٫۲۸- | ۸٫۷۲- |

همچنین تحقیقات نشان می‌دهد که با استفاده از مواد پرانرژی، می‌توان به پیشرانه‌های با دانسیتهٔ بالا دست یافت. و قابل ذکر است چون هدف از ساخت پیشرانه، احتراق کامل آن است، پس نخست باید ملاحظات احتراقی در نظر گرفته شوند و پرکننده‌هایی که افزوده می‌شوند، باید محتوای اکسیژن کافی باشند.

## احتراق سوخت‌های فلزی
احتراق سوخت‌های فلزی عمدتاً به دو صورت انجام می‌شود:
۱- اگر سوخت فلزی فرار باشد، در اثر احتراق تبخیر یا در فاز گازی با اکسیژن اکسید می‌شود، مانند برلیوم، کروم، آهن و منیزیم.
۲- اگر سوخت فلزی فرار نباشد، واکنش اکسیداسیون به صورت هتروژن در سطح فلز صورت می‌گیرد، مانند بور، سیلیسیوم، زیرکنیوم.

## بازیافت سوخت‌های فلزی
سوخت‌های فلزی هنگام احتراق به جای تولید کربن‌دی‌اکسید، اکسید فلز را تولید کرده که می‌توان آن‌ها را از مواد دیگر تولید شده به وسیلهٔ احتراق/واکنش جدا و بازیافت نمود. روش معمول جهت بازیافت سوخت‌های فلزی، به وسیلهٔ ذوب کردن مواد جدا شده صورت می‌پذیرد. برای مثال جهت بازیافت آهن از زغال کک، یا برای آلمینیوم از فرایند هال–هرولت صورت می‌پذیرد.
دلیل قابل بازیافت بودن سوخت‌های فلزی این است که بعد از احتراق، اکسید فلز تولید شده می‌تواند به چرخه اولیه خود بازگشته و پس از بازیافت قابل استفاده مجدد گردد. ویژگی دیگر بازیافتی سوخت‌های فلزی این می‌باشد که می‌توان چرخه آن را بسته نگه داشت و این بدین معنی است که از فلز وارد شده به چرخه می‌توان چندین بار استفاده نمود.
قابل ذکر است که به دلیل عدم تولید کربن دی‌اکسید در فرایند احتراق سوخت‌های فلزی، آن‌ها انتخاب مناسبی برای کابرد در سوخت اتومبیل‌ها می‌باشند.

## بور به عنوان سوخت فلزی
عنصر بور یک شبه فلز می‌باشد که در سطح زمین به صورت آزاد یافت نمی‌شود. در صنعت، تهیهٔ بور بسیار خالص با سختی روبرو است چون این عنصر تمایل زیادی به تشکیل پیوند پایدار با دیگر عنصرها مانند کربن دارد.
از مشخصه‌های آن می‌توان به انرژی بالا نسبت به واحد جرم اشاره کرد. به همین دلیل از کاربردهای آن می‌توان به استفاده در انواع پیشرانه‌های موشکی و راکتی تا پیرشرانه‌های تفنگی اشاره کرد.
نتایج آزمایشگاهی نشان می‌دهند که احتراق بور در دو مرحله صورت می‌گیرد. در مرحله اول با افزایش دما، لایه اکسید سطحی که مانند هاله‌ای اطراف بور را پوشش داده قبل از هسته ذوب گردیده و در مرحله دوم احتراق بور صورت می‌گیرد. قابل ذکر است که لایهٔ اکسیدی در دمای ۷۲۰ کلوین ذوب گردیده، در صورتی که هستهٔ داخلی در دمای ۲۳۷۵ کلوین ذوب می‌شود.
دو فرمولاسیون متفاوت از بور، در پیشرانه‌ها در ادامه قابل مشاهده است.
| ترکیب          | درصد وزنی |
| -------------- | --------- |
| آمونیوم نیترات | ۵۰–۷۵     |
| بایندر         | ۱–۲۰      |
| نرم‌کننده       | ۰–۳۰      |
| بور            | ۳٫۵–۸     |
| آلمینیوم       | ۰–۳       |

| ترکیب           | درصد وزنی |
| --------------- | --------- |
| آمونیوم پرکلرات | ۲۵        |
| بور             | ۴۴        |
| آلمینیوم        | ۴         |
| بایندر          | ۲۷        |

استفاده از بور به عنوان سوخت راکت، اولین بار در سال ۱۹۷۰ توسط آلمان غربی صورت گرفت. بور اولین بار در راکت‌های زمین به زیمن و زمین به هوا به کار رفت. اولین مشخصه بارز این پیشرانه‌ها، دانسیتهٔ انرژی بالا نسبت به واحد جرم پیشرانه باشد. از طرف دیگر افزایش انرژی قابل دسترس پیشرانه موجب افزایش کارایی آن از جمله ایمپالس ویژه آن می‌گردد.

## آلمینیوم به عنوان سوخت فلزی

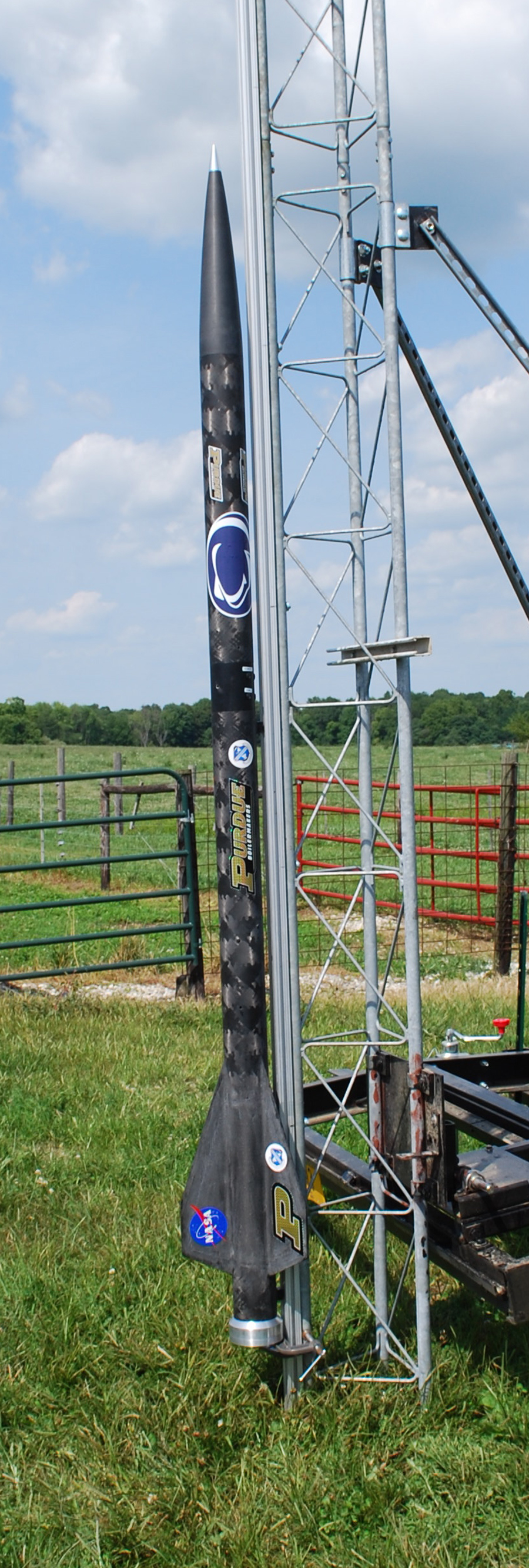
راکت با سوخت پودر نانو ذرات آلمینیوم

یکی از بیشترین کاربردهای آلمینیوم به عنوان سوخت در پیشرانه‌ها می‌باشد چرا که با اکسایش مقدار زیادی انرژی آزاد می‌کند
همچنین مطالعات انجام داده نشان می‌دهد که واکنش پذیری آلمینیوم با کاهش اندازه ذرات به صورت غیرخطی افزایش پیدا می‌کند. به همین دلیل استفاده از نانوذرات المینیوم می‌تواند مؤثر واقع شود.

## تفاوت آلمینیوم با بور
آلمینیوم با سوختنش مواد دیرگداز تولید می‌کند که باعث کاهش حجم گاز حاصل از انفجار می‌شود و این کاهش حجم باعث کاهش قدرت انفجار می‌شود اما مواد حاصل از سوختن بور نسبت به المینیوم تماماً گازی بوده و باعث قدرت بیشتر انفجار آن می‌شود.
برتری بعدی بور نسبت به آلمینیوم، عدم واکنش راحت بور با رطوبت هواست. در صورتی که آلمینیوم به راحتی با رطوبت هوا واکنش می‌دهد و موجب تشکیل هیدروکسیدی می‌شود که مشکلاتی در احتراق به وجود می‌آورد.
البته استفاده از المینیوم هزینه کمتری دارد.
از مزیت‌های استفاده از المینیوم می‌توان به امنیت نسبی آن اشاره نمود به این گونه که افزایش مقدار کم المینیوم مشکل جدی در احتراق به وجود نمی‌آورد.
از معایب استفاده از المینیوم می‌توان به درخشش گازهای خروجی آن اشاره نمود.

## آینده سوخت‌های فلزی
سوخت‌های فلزی که دارای سال‌ها پشتوانهٔ تحقیقاتی بوده و تمرکز آن بر روی بازیافت و بسته بودن چرخه آن می‌باشد و پاک بودن انرژی مربوط از مزیت‌های آن می‌باشد، جایگزینی آن به جای سوخت‌های فسیلی در وسایل نقلیه که باعث آلوده شدن محیط زیست می‌گردند آیندهٔ سوخت‌های فلزی می‌باشد.
البته باید توجه داشت که استفاده از سوخت‌های فلزی موضوع جدیدی نمی‌باشد چرا که ناسا در فضاپیماهایش از ۱۶ درصد پودر المینیوم در پیشرانه‌های جامدش استفاده می‌کرده‌است، البته ایده اصلی این است که سوخت‌های فلزی را بتوان در وسایل کوچک‌تر استفاده نمود و آن‌ها را به دوست دار محیط زیست تبدیل کرد. البته باید به این نکته توجه نمود که فضاپیماها قابلیت جمع‌آوری اکسید آلمینیوم را برای بازیافت ندارند.